# 豊橋空襲

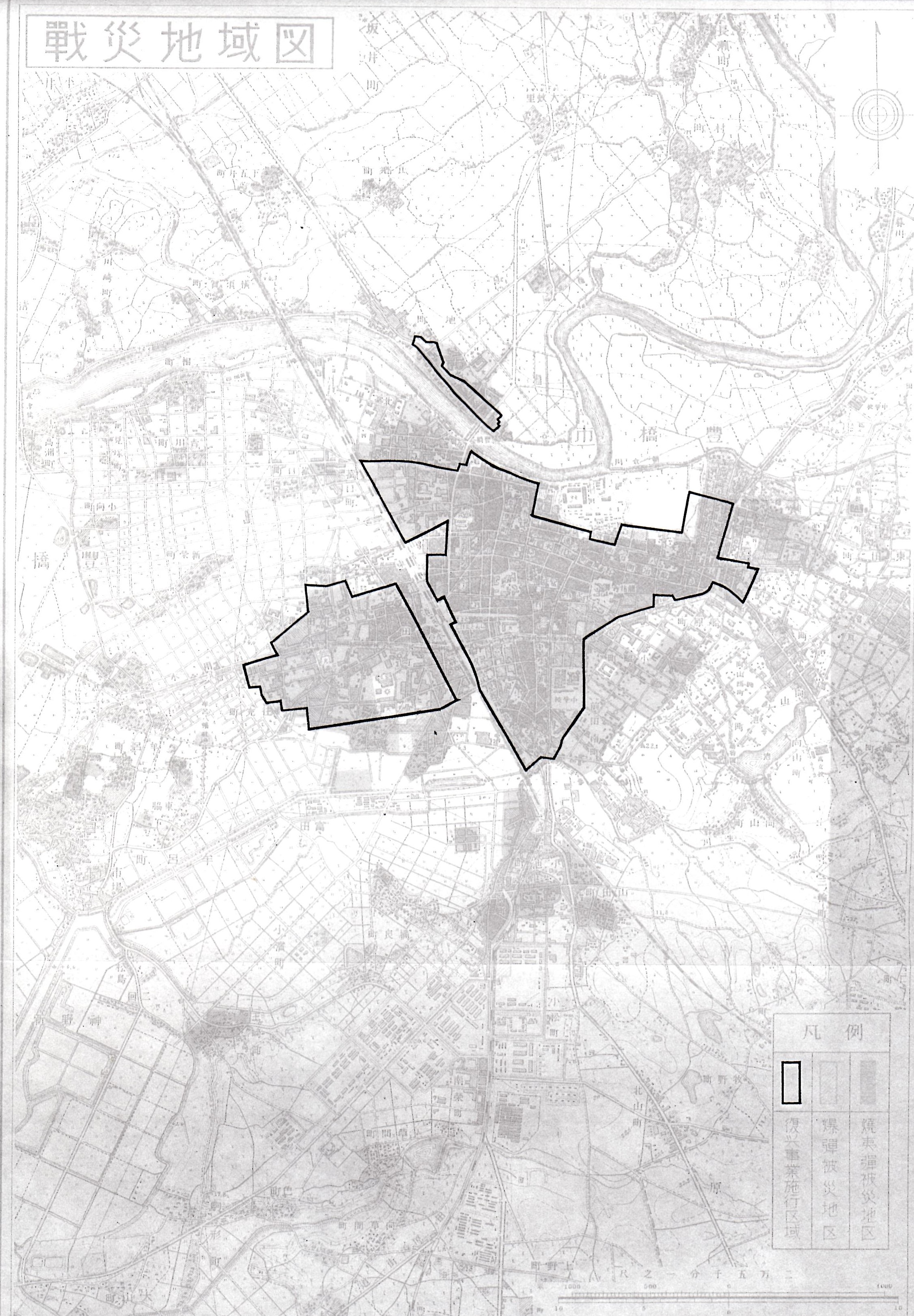
戦災地域図（太線は復興事業施工区域）

豊橋空襲（とよはしくうしゅう）は、第二次世界大戦中の1945年6月19日深夜から20日未明にかけ、愛知県豊橋市に対して行われた、ボーイングB-29戦略爆撃機による空襲。
この夜は他にも福岡（福岡大空襲）、静岡（静岡大空襲）が空襲を受けている。市街地の多くが殲滅に近いほどに焼失したため、空襲直後は豊橋駅の東口から現在の豊橋鉄道東田本線が通る東八町電停から東田坂上電停の坂が肉眼で見えるほどであった。

## 経過
昭和20（1945）年6月18日、隣接の浜松市、対岸の四日市市が相次いで空襲を受け燃え上がり、第15師団の駐屯地である豊橋も空襲の標的になることが予想された。
6月19日午後11時43分ごろ、最初の焼夷弾が投下され柳生川運河北方面が燃えはじめた。さらに1分後には、中心部の松山町付近に被弾した。
まもなく豊橋の市街地のほとんどが戦火に包まれ、B29延べ136機の徹底的な波状攻撃の目標となっていった。

## 被害状況
- 被災世帯数 16009世帯。
- 被災人口 68502人
- 死者 624人
- 重軽傷者 346人
- 全焼、全壊家屋 15886戸（市街地の約70%が焼失）[3]

## 主な被災地
- 吉田三ヶ寺（龍拈寺、神宮寺、悟真寺）
- 臨済寺
- 全久院
- 豊橋市立東田小学校

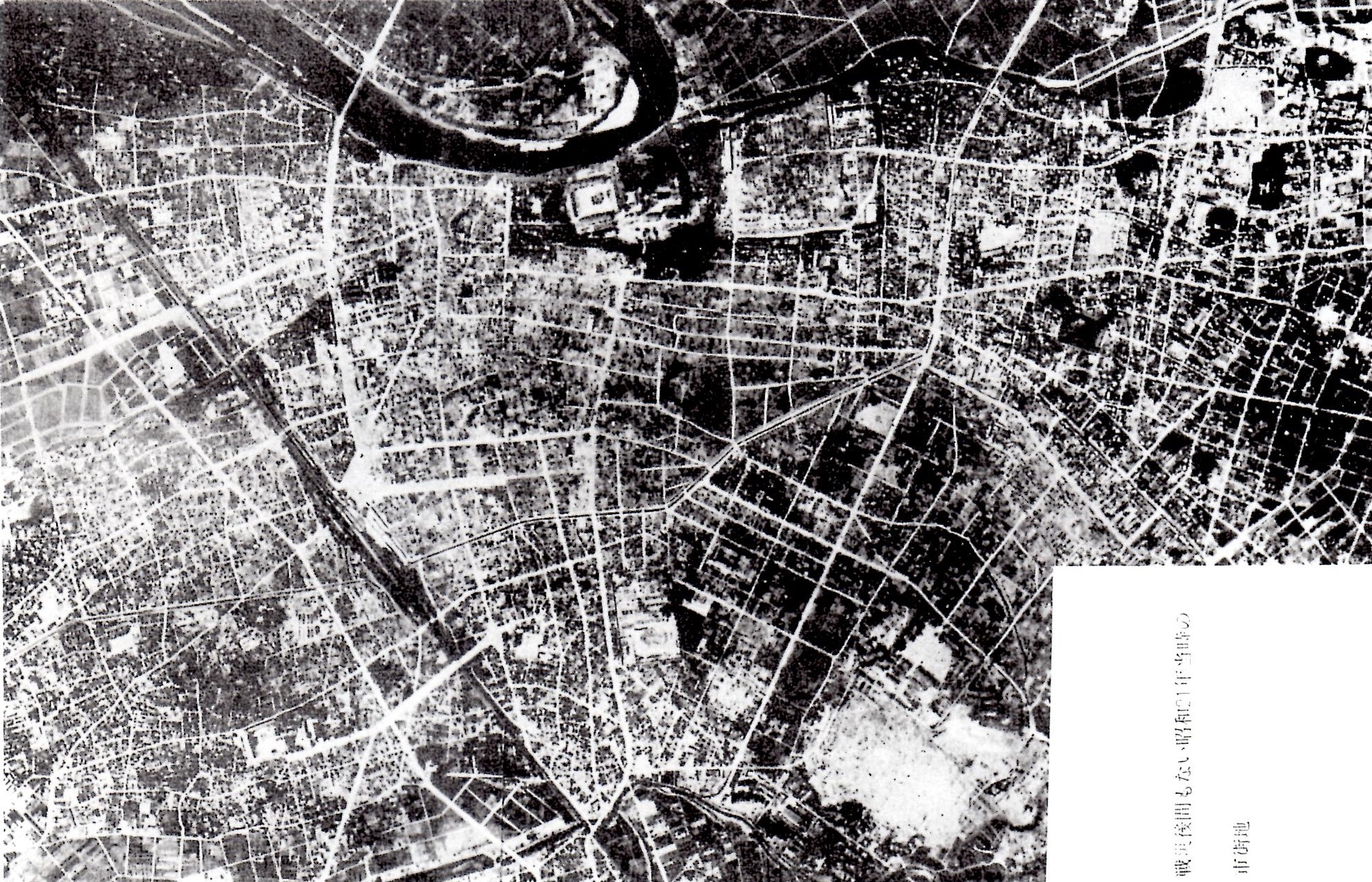
戦災間もない1946年の豊橋市街地
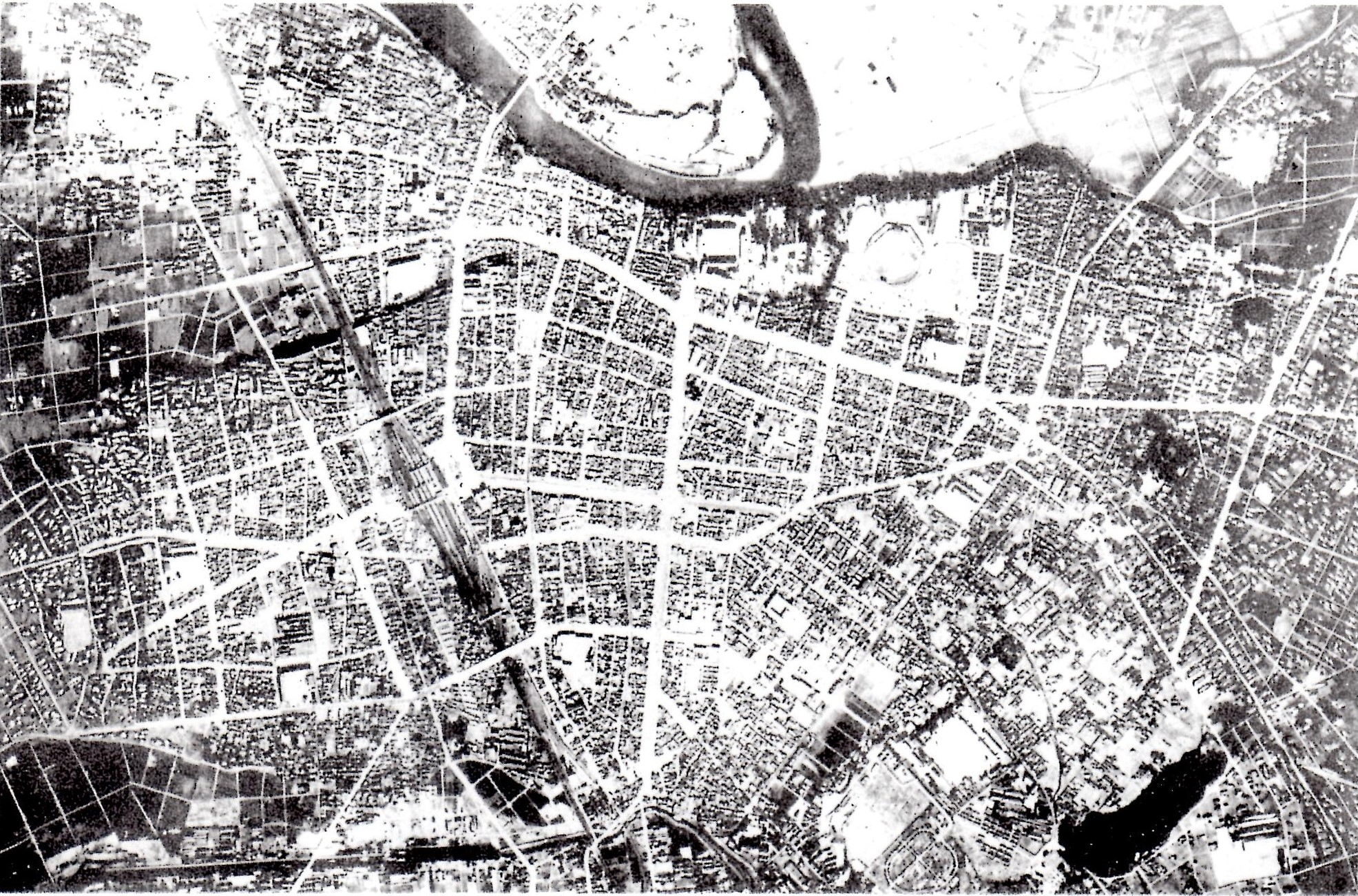
土地区画整理が完了した1956年の豊橋市街地